# Arros-de-Nay
Arros-de-Nay é uma comuna francesa na região administrativa da Nova Aquitânia, no departamento dos Pirenéus Atlânticos. Estende-se por uma área de 13,39 km². Em 2010 a comuna tinha 793 habitantes (densidade: 59,2 hab./km²).